# Trichopilia ramonensis
Trichopilia ramonensis är en orkidéart som beskrevs av García-castro, Mora-ret. och C.O.Morales. Trichopilia ramonensis ingår i släktet Trichopilia och familjen orkidéer.
Artens utbredningsområde är Costa Rica. Inga underarter finns listade i Catalogue of Life.